# 迪克斯菲爾德 (緬因州普查規定居民點)
迪克斯菲爾德（英語：Dixfield）是位於美國緬因州牛津縣的一個普查規定居民點。

## 人口
根據2020年美國人口普查的數據，迪克斯菲爾德的面積為4.91平方千米，當中陸地面積為4.64平方千米，而水域面積為0.27平方千米。當地共有人口1323人，而人口密度為每平方千米269.45人。